# NGC 2651
NGC 2651 ist eine Spiralgalaxie vom Hubble-Typ Sc im Sternbild Krebs. Sie ist schätzungsweise 383 Millionen Lichtjahre von der Milchstraße entfernt.
Das Objekt wurde am 10. März 1864 von Albert Marth entdeckt.